# Cabana Bâlea Lac
Cabana Bâlea Lac se află la altitudinea de 2034 m, în Munții Făgăraș, așezată pe peninsula ce înaintează în lacul Bâlea dinspre nord-est.
Prima cabană Bâlea Lac a fost ridicată în anul 1904 de către Asociația Carpatină Transilvană (Siebenbürgischer Karpathenverein, „SKV”) și inaugurată la 29 august 1905. Aceasta era o construcție simplă din piatră, prevăzută cu o singură cameră.
În anul 1914 cabana a rezistat conflictelor primului razboi mondial, iar în anul 1937 cabanei de piatră i-a fost adaugată o clădire din lemn.
În perioada 1948-1949 s-au reluat lucrările pentru refacerea cabanei, noua construcție fiind inaugurată în data de 27 noiembrie 1949. Aceasta putea adăposti pe timp de vară peste 150 persoane.
În anul 1975 pentru facilitarea acesului la cabană și la traseele de creastă, s-a amenajat linia de telecabină.
În anul 1995 un puternic incendiu a distrus cabana în totalitate, reconstrucția actualei cabane începînd după cinci ani în anul 2000.